# Associação Desportiva Itaboraí
Associação Desportiva Itaboraí, conhecido como Itaboraí e cujo acrônimo é  ADI, é uma agremiação esportiva da cidade de Itaboraí, no estado do Rio de Janeiro, fundada a 30 de julho de 1976. Em 22 de novembro de 2023, o clube foi desfiliado da Federação de Futebol do Estado do Rio de Janeiro.

## História
Inicialmente, o Itaboraí disputou o Campeonato Fluminense de Futebol, sendo vice-campeão da competição em 1977, ao perder o título para o Manufatora Atlético Clube. Com a fusão dos Estados da Guanabara e Rio de Janeiro, o Itaboraí disputa a Divisão de Acesso do Campeonato Carioca de 1978, porém a campanha foi ruim, e o clube não conseguiu se classificar a segunda fase, se afastando posteriormente das competições.[carece de fontes?] O clube retornou ao profissionalismo de 1995, quando disputa a Quarta Divisão do Campeonato Carioca.[carece de fontes?]
Em 2010, se inscreve para disputar a Terceira Divisão de Profissionais. Seu presidente, José Carlos Cobra, era o então secretário de Esporte e Lazer da cidade.[carece de fontes?] No ano seguinte, disputa sob a competição sob comando do treinador Valdir Bigode.[carece de fontes?]
Em 2014 volta a disputar a Serie C do Campeonato Carioca. A volta ao futebol profissional causa mudanças, como na presidência do clube, assume Hebson Barreto Cardozo Junior, conhecido apenas como Júnior Cardozo, é divulgado um  novo escudo apenas com nome da cidade, para que o clube passe a ser conhecido pelo nome da cidade que representa e não mais pela sigla, porém, nome completo está mantido. Outra mudança passa pelas cores do clube. Antes nas cores azul marinho, branca e laranja, o novo símbolo tem um azul mais claro como predominante, com um estrelas representando os distritos da cidade e um fundo branco no centro do escudo, envolvido por aros dourados e um grande pássaro, também azul, no meio. Quem assumiu o comando técnico foi o ex- jogador do Botafogo Paulo Cesar.
Em julho de 2016, foi confirmada sua participação na Copa Rio, pela primeira vez., no qual alcançou a semifinal, sendo eliminada pela Portuguesa da Ilha.
Em 2018, o Itaboraí foi vice-campeão da Copa Rio, perdendo para o Americano na final e, assim, conseguiu a vaga para o Campeonato Brasileiro de Futebol de 2019 - Série D.
Entretanto, a sorte começou a mudar no ano seguinte. Em 2019, o Itaboraí terminou a campanha na Série D do Brasileirão em 3.° Lugar do Grupo A14 e amargou o rebaixamento para a Terceira Divisão do Campeonato Carioca. No entanto, em 2020, por problemas financeiros, o clube não disputou a competição e, com isso, foi punido com o descenso para a última divisão do Campeonato Carioca.

## Títulos

### Principais títulos
| Estaduais                       | Estaduais | Estaduais  |
| Competição                      | Títulos   | Temporadas |
| ------------------------------- | --------- | ---------- |
| Campeonato Carioca - 3ª divisão | 1         | 2015       |

### Campanhas de destaque
- 2.º colocado da Copa Rio: 2018
- 3.º colocado da Copa Rio: 2016
- 2.º colocado do Campeonato Fluminense: 1977
- 52.° colocado do Campeonato Brasileiro da Série D: 2019
- 2.º colocado do Campeonato Estadual da Série C - Categoria de Juniores: 2014
- 3.º colocado do Campeonato Estadual da Série C - Categoria de Juniores: 2010